# Eiertunnel

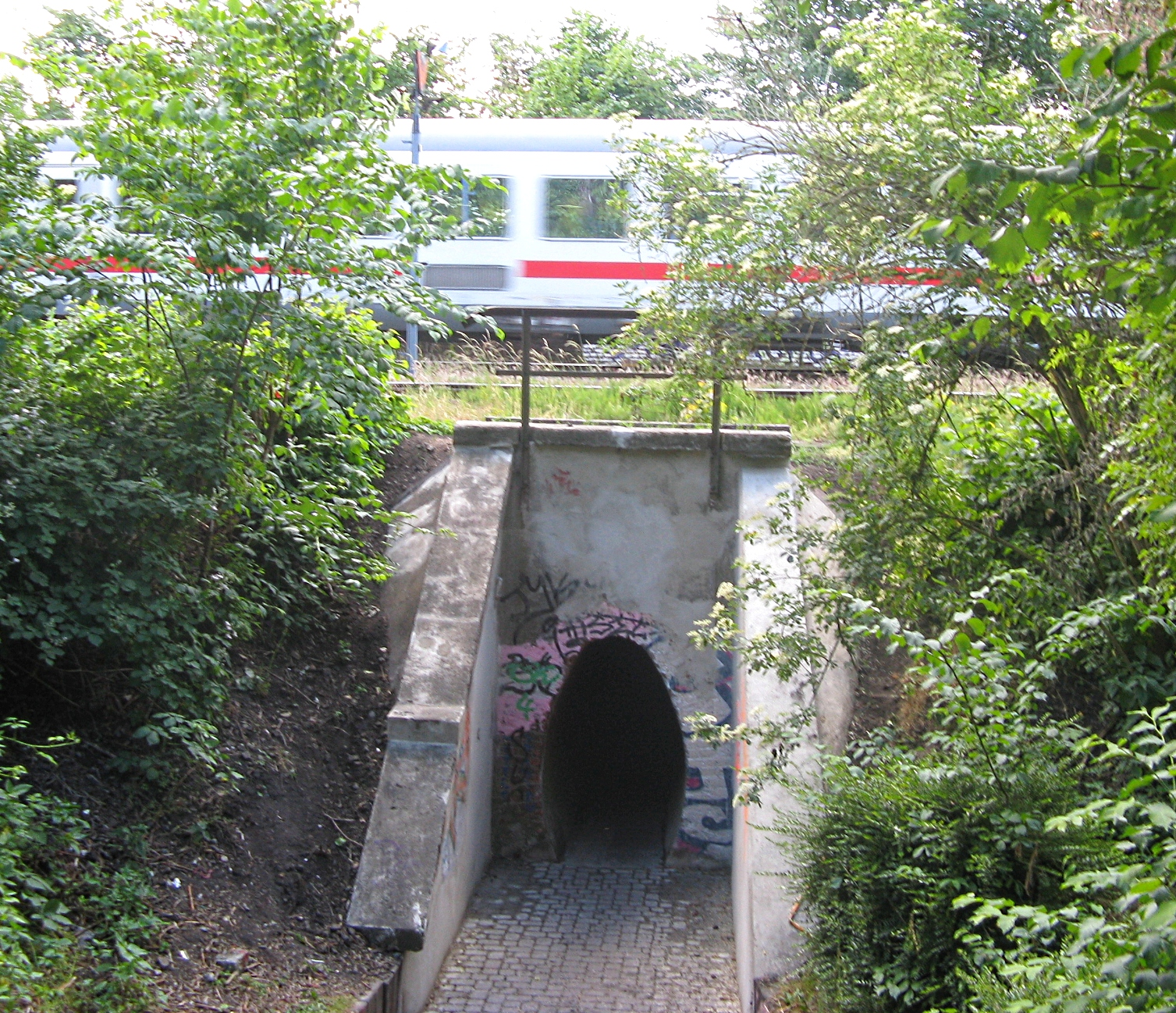
Der Eiertunnel aus Richtung des Kurparks

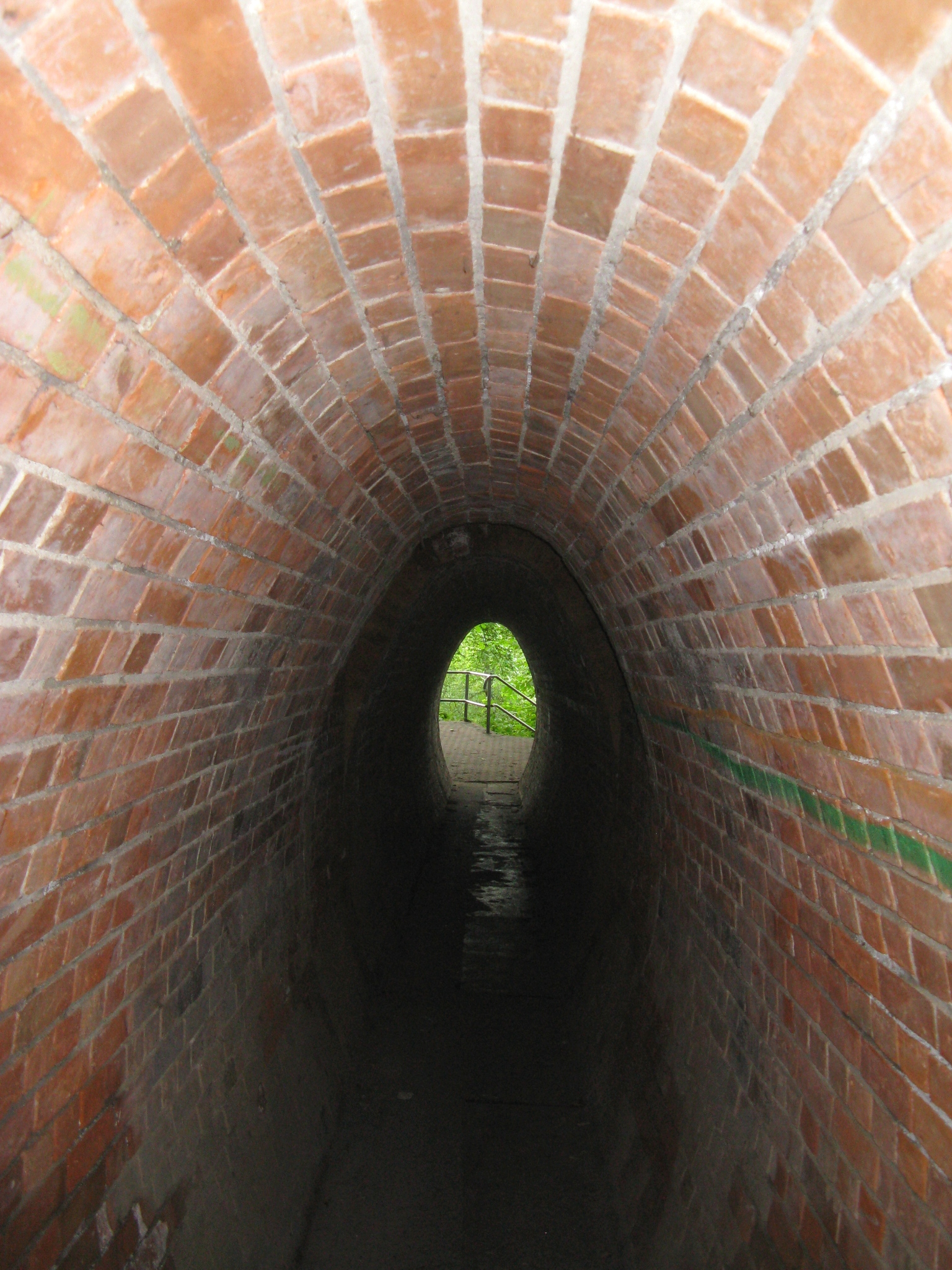
Ziegelmauer innerhalb des Tunnels

Der Eiertunnel ist ein Fußgängertunnel unter Bahngleisen in der mecklenburgischen Gemeinde Bad Kleinen, der seinen Namen dem eiförmigen Querschnitt verdankt. Das technische Denkmal verbindet den Ortskern von Bad Kleinen mit dem Ufer des Schweriner Außensees.
Der Tunnel, der die beiden sich hier bündelnden Bahnstrecken Schwerin–Wismar und Lübeck–Rostock unterquert, befindet sich im Südwesten der Gemeinde in Höhe des Amtsgebäudes an der parallel zur Bahnstrecke verlaufenden Gallentiner Chaussee. Er misst in seiner Länge 27,2 Meter und hat eine Höhe von 205 cm sowie eine maximale Breite von 125 cm. Die Stärke der Ziegelmauerung beträgt 38 cm. Innerhalb des Tunnels befindet sich ein senkrechter Luftschacht.
Der Eiertunnel wurde im Jahr 1896 dem Verkehr gewidmet. Der Bau wurde durch Armin Steyerthal, den Leiter der im Jahr 1885 eröffneten „Wasserheilanstalt“ in Bad Kleinen, veranlasst. Ziel war es, den Zugang von der Heilkureinrichtung zum Schweriner Außensee durch eine Unterführung der 1848 erbauten Bahn von Schwerin nach Wismar zu erleichtern.
Heute ist das Bauwerk eine Sehenswürdigkeit von Bad Kleinen und als technisches Denkmal touristisches Ausflugsziel der Region.